# Радио Цетиње
Радио Цетиње је јавна радио-станица чије седиште се налази на Цетињу. Најстарија је радиодифузна агенција у Црној Гори, а основана је 27. новембра 1944. године.  Радио Цетиње је део Радио-телевизије Цетиње и ради преко ФМ радиодифузије.

## Историјат
Основан је 27. новембра 1944. године, две недеље након ослобађања Цетиња у Другом светском рату. Првих година радио је емитовао вести за територију приомрских делова Црне Горе и градове и насеља у Санџаку..
Године 1949. након процеса промене административног седишта Црне Горе (уместо Цетиња, Подгорица је постала главни град СР Црне Горе), радио станица је пресељена у Подгорицу. Нова станица је добила назив „Радио Титоград” (стари назив за Подгорицу), а Радио Цетиње је затворен.
Радио Цетиње је поново почео са радом 1992. године, као јавни ФМ емитер. Од тада радио емитује локалне политичке, културне и спортске информације, различите емисије и страну и домаћу музику. Од 2017. године Радио Цетиње емитује програм онлајн.

## Програм
Радио Цетиње нуди мешавину музичког и информативног програма 24 сата дневно.  Централни програмски елементи су локалне политике, образовне, временске, саобраћајне, културне и спортске информације, као и информације о дешавањима на Цетињу.
Поред сопствене продукције и музичких емисија, Радио Цетиње емитује информативне програме Радија Слободна Европа и Радија Црне Горе.